# Guldbagge 2002
La 37ª edizione del Premio Guldbagge si è svolta a Stoccolma il 28 gennaio 2002. 

## Vincitori
Vengono di seguito indicati in grassetto i vincitori. Ove ricorrente e disponibile, viene indicato il titolo in lingua italiana e quello in lingua originale tra parentesi.
Miglior film
- As White as in Snow (Så vit som en snö), regia di Jan Troell
  - Leva livet, regia di Mikael Håfström
  - En sång för Martin, regia di Bille August

Miglior regista
- Jan Troell - As White as in Snow (Så vit som en snö)
  - Mikael Håfström - Leva livet
  - Bille August - En sång för Martin

Miglior attrice
- Viveka Seldahl - En sång för Martin
  - Maria Lundqvist - Familjehemligheter
  - Helena Bergström - Sprängaren

Miglior attore
- Sven Wollter - En sång för Martin
  - Örjan Ramberg - Puder
  - Kjell Bergqvist - Leva livet

Miglior attrice non protagonista
- Carina M. Johansson - Leva livet
  - Cecilia Frode - Syndare i sommarsol
  - Maria Lundqvist - Sprängaren

Miglior attore non protagonista
- Brasse Brännström - Deadline
  - Anders Ahlbom - Leva livet
  - Shanti Roney - Beck – Hämndens pris

Migliore sceneggiatura
- Hans Gunnarsson e Mikael Håfström - Leva livet
  - Bille August- En sång för Martin
  - Jacques Werup e Jan Troell - As White as in Snow (Så vit som en snö)

Migliore fotografia
- Mischa Gavrjusjov e Jan Troell - As White as in Snow (Så vit som en snö)
  - Peter Mokrosinski - Leva livet
  - Jörgen Persson - En sång för Martin

Miglior film straniero
- Il favoloso mondo di Amélie (Le Fabuleux Destin d'Amélie Poulain), regia di Jean-Pierre Jeunet
  - Il gusto degli altri (Le Goût des autres), regia di Agnès Jaoui
  - Italiano per principianti (Italiensk for begyndere), regia di Lone Scherfig

Premio Guldbagge onorario
- Gunnel Lindblom